# 후카야스정
후카야스정(深安町)은 일본 히로시마현 후카야스군에 설치되었던 정이다. 현재의 후쿠야마시의 일부에 해당한다.